# Jacques Villeneuve
Jacques Joseph Charles Villeneuve (* 9. dubna 1971) je kanadský automobilový závodník, mistr světa závodů Formule 1 z roku 1997 a vítěz závodu 500 mil Indianapolis a celého šampionátu CART z roku 1995. Tato kombinace vítězství se povedla jen třem jezdcům v historii, kromě Villeneuvea to byli Mario Andretti a Emerson Fittipaldi.
Formule 1 se účastnil v letech 1996 až 2006. Je synem bývalého jezdce Formule 1 Gillese Villeneuvea a jeho strýcem (a jmenovcem) je další závodník, Jacques Villeneuve Sr., první kanadský vítěz závodu série CART (1985). Od roku 1995 žádný další Kanaďan nevyhrál 500 mil Indianapolis ani se nestal mistrem světa F1.
Po dvou úspěšných letech v sérii CART se Villeneuve přesunul do Formule 1 a to do jednoho z předních týmů, kterým byl Williams. Jeho týmovým kolegou byl Damon Hill. Ve své nováčkovské sezóně 1996 bojoval Villeneuve s Hillem o titul, vyhrál čtyři závody, a až poslední závod, ze kterého Kanaďan odstoupil, rozhodl, že mistrem světa se stal Hill. Villeneuve si ale vše vynahradil hned následující rok, kdy šampionát vyhrál, když tentokrát bojoval s Michaelem Schumacherem. Opět rozhodoval až poslední závod, kdy po jejich vzájemné kolizi Schumacher musel odstoupit, zatímco Villeneuve dojel na 3. místě. Kolize byla ze strany Schumachera úmyslná a byl následně diskvalifikován z celého ročníku.
Sezóna 1997 však byla pro Villeneuvea poslední, ve které byl schopen bojovat o přední pozice. Dodavatel motorů Renault ze seriálu vystoupil a Williams musel pro rok 1998 zvolit méně konkurenceschopné motory Mecachrome. V roce 1999 se Villeneuve připojil k nově vzniklému týmu British American Racing (BAR) a zůstal u něj 4 sezóny. Po nevýrazných výkonech byl nahrazen bývalým šampionem série Britské Formule 3, Takumou Satem. V roce 2004 odjel několik posledních závodů jako náhradník za Renault. Poté dostal smlouvu od týmu Sauber, ale ani zde se mu nedařilo, když ho porážel méně zkušený kolega Felipe Massa. Sauber byl následně koupen automobilkou BMW a Villeneuve u týmu zůstal. Opět byl nevýrazný a za 11 závodů dokázal získat jen 7 bodů. Poté se při Grand Prix Německa zranil. Nahradil ho Robert Kubica a Villeneueve se už do kokpitu Formule 1 nevrátil.
V dalších sezónách závodil v různých sériích, například ve sportovních vozech za Peugeot, absolvoval 24h Le Mans, zkusil šampionát NASCAR a byl pozván do argentinské série Top Race V6.
V roce 2014 absolvoval s Peugeotem 208 sedm závodů MS v rallyecrossu za tým Albatec Racing, bez zkušeností se závoděním na nezpevněném povrchu však získal jen 8 bodů a umístil se ve 4. desítce celkové klasifikace šampionátu.

## Osobní život
Jacques Villeneuve se narodil v Kanadě, ve městě Saint-Jean-sur-Richelieu v provincii Québec. Jeho otcem je bývalý jezdec Formule 1 Gilles Villeneuve, jeho matka se jmenuje Joann. Přestože se Jacques narodil v Kanadě, vychováván byl především v Monaku. Má 2 sestry: Melanie a Jessicu. Jeho strýc Jacques Sr. je také bývalým závodníkem a v roce 1985 se stal prvním kanadským vítězem závodu série CART. Když bylo Jacquesovi 11let, jeho otec Gilles zahynul při kvalifikaci na Grand Prix Belgie 1982 na okruhu Zolder po kolizi s Jochenem Massem.
Když nezávodí, žije Villeneuve buď ve Villars-sur-Ollon, Montrealu nebo ve Švýcarsku. Byl mezi prvními, kteří dostali své místo na Kanadském chodníku slávy. Také byl jmenován kanadským Sportovcem roku a dostal trofej Lou Marshe v letech 1995 a 1997. V roce 1998 byl oceněn řádem v rodném Quebecu.
Jeho první přítelkyní byla Sandrine Gros d’Ailion, se kterou byl na konci 90. let. Také chodil s australskou zpěvačkou Danii Minogue nebo s americkou balerinou Ellen Green. Oženil se však až s Johannou Martinez. Obřad proběhl 29. května 2006 ve Švýcarsku. 14. listopadu se dočkal prvního syna, jehož pojmenovali Jules. Druhý syn Jonas se jim narodil 23. prosince 2007. V červenci 2009 se však manželé rozvedli.
V lednu 2007 si Villeneuve koupil dům ve Westmountu, v Montrealu, jehož hodnota činila 3 miliony dolarů. Vlastnil také noční klub a restauraci v Montrealu s názvem Newtown (což je anglický překlad jeho francouzského jména, ‚Ville‘ znamená ‚město‘ a ‚Neuve‘ znamená ‚nový‘), v roce 2009 jej ale prodal.

## Počátky kariéry
V roce 1984, dva roky po smrti svého otce, se Jacques zeptal své matky, jestli by mohl následovat otcovy stopy a začít závodit. Jeho matka Joann slíbila, že mu dovolí řídit motokáru, pokud dostane dobré známky z matematiky, z předmětu, který mu příliš nešel. Villeneuve vynaložil úsilí a dostal známky, které jeho matka vyžadovala pro to, aby mohl závodit. O rok později mu Joan dovolila řídit motokáru o objemu 100cc na motokárové dráze v Imole. Majitelé trati, Luigi a Massimo Burattiové, byli Kanaďanem okouzleni a poté, co prokázal své kvality na motokárách o objemu 100cc, přesunul se na objem 135cc. Ve stejný den mu bylo dovoleno vyjet na závodní trať s vozem Formule 4.
Brzy poté strýc, Jacques Sr., zapsal svého synovce do závodní školy Jima Russela v Mon Tremblant, v Quebecu. Villeneuveova výuka trvala tři dny a za tu dobu prokázal na svůj věk velkou dávku koncentrace. Na konci výuky dostal mladý Kanaďan diplom a hlavní instruktor Gilbert Pednault prohlásil, že Jacques je nejlepší student, kterého kdy viděl. Během léta 1987 se Jacques zaučoval jako mechanik u svého bývalého instruktora Richarda Spenarda. Na oplátku za pomoc v garáži obdržel Kanaďan školení pro závodní auta. Ve věku sedmnácti let byl Villenuve ještě příliš mladý na získání závodní licence jak v Kanadě, tak v Itálii. S pomocí Kanadské automobilové federace ale obdržel licenci z Andorry.
V roce 1988 vstoupil do závodu Alfa Cup a závodil proti bývalým jezdcům Formule 1, kterými byli Johnny Cecotto a Mauro Baldi. Celkově skončil na 10. místě. O dva týdny později závodil na Monze proti dalším pilotům F1, těmi byli Riccardo Patrese a Nicola Larini.
V letech 1989 až 1991 závodil v Italské Formuli 3, ale příliš se mu nedařilo. V roce 1992 závodil v Japonské Formuli 3, vyhrál 3 závody a v šampionátu se umístil na 2. místě. Brzy poté obdržel Villeneuve pozvání od Craiga Pollocka, aby se zúčastnil závodu Trois Riviéres Formula Atlantic. Jacques dojel na 3. místě a udělal na Pollocka velký dojem, což vedlo k jeho účasti v severoamerické sérii Toyota Atlantic následující rok.
Během sezóny 1993 si Villeneuve vyjel 7x pole position a vyhrál 5 z 15 závodů. Kvůli jezdeckým chybám ale nakonec přišel o titul a celkově se umístil na 3. místě.

## CART IndyCar World Series

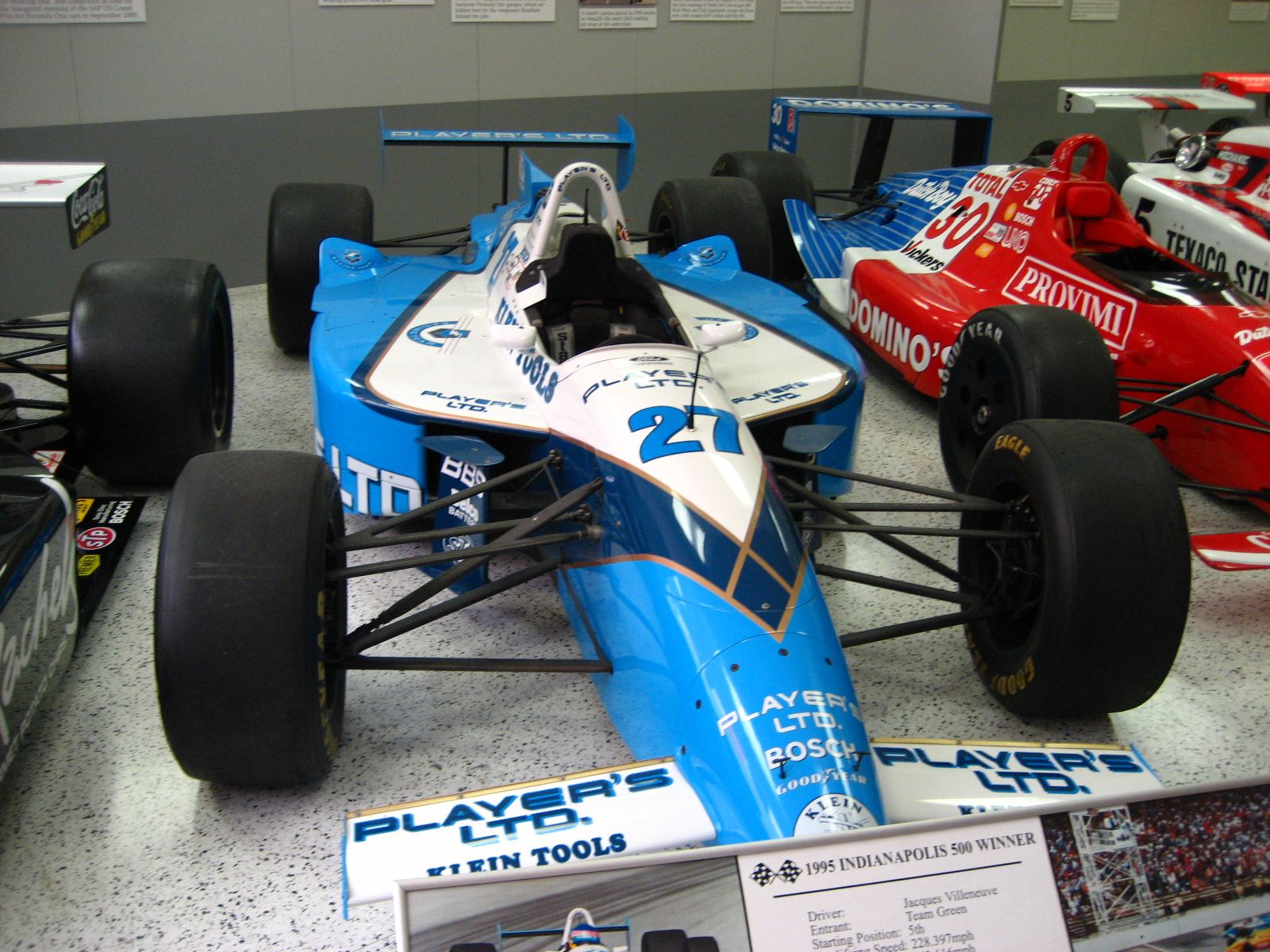
Villeneuveův vítězný vůz z 500 mil Indianapolis 1995

Tým Forsythe-Green dal Villeneuvovi možnost závodit pro rok 1994 v sérii IndyCar. Ve své první sezóně dojel na 2. místě ve slavném závodě 500 mil Indianapolis a zvítězil na okruhu Road America, kde se jeho strýc Jacques Sr. stal před devíti lety prvním Kanaďanem, který vyhrál závod série CART. Celkově skončil Jacques v sezóně na 6. pozici, 131 bodů za šampionem, kterým se stal Al Unser Jr., a byl vyhlášen nováčkem roku.
Do další sezóny vstoupil Villeneuve slibně, vyhrál první závod v ulicích Miami. Dokázal také zvítězit v závodě 500 mil Indianapolis, přestože v polovině závodu dostal dvoukolovou penalizaci. Skvělou jízdou se ale propracoval zpět do čela a o 2 sekundy porazil Christiana Fittipaldiho. Villeneuvovy výsledky a také slavné jméno, přitáhly pozornost Franka Williamse, ředitele týmu Williams Grand Prix. A právě tento tým s ním podepsal smlouvu na sezónu 1996, ještě před tím dostal možnost s vozem Formule 1 testovat. Villeneuve se stal posledním šampionem série CART/IRL, jelikož po sezoně se seriál rozdělil na dva: Indy Racing League (IRL) a Champ Car World Series.

## Formule 1

### 1996–1998: Williams

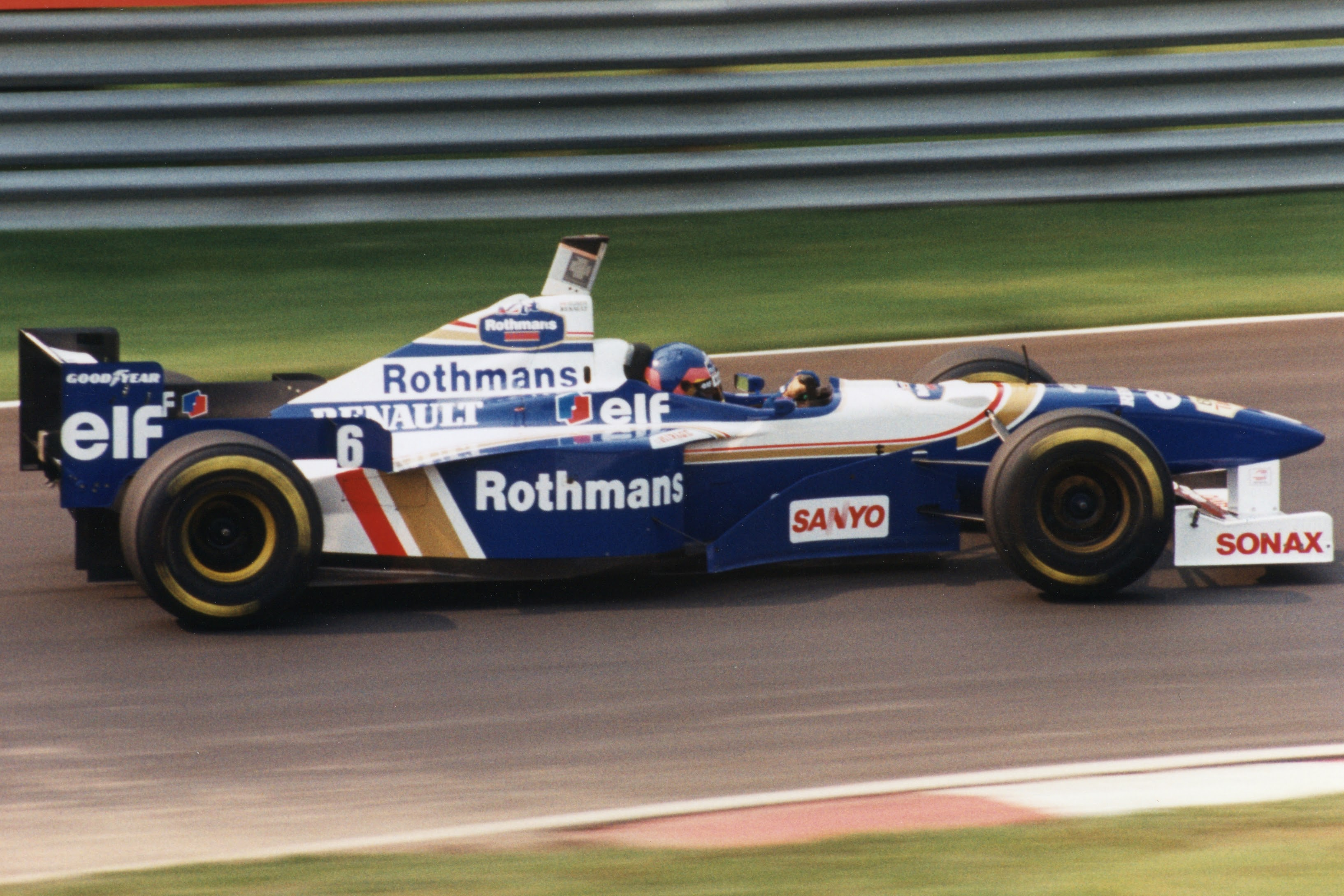
Villeneuve ve voze Williams při Grand Prix Kanady 1996

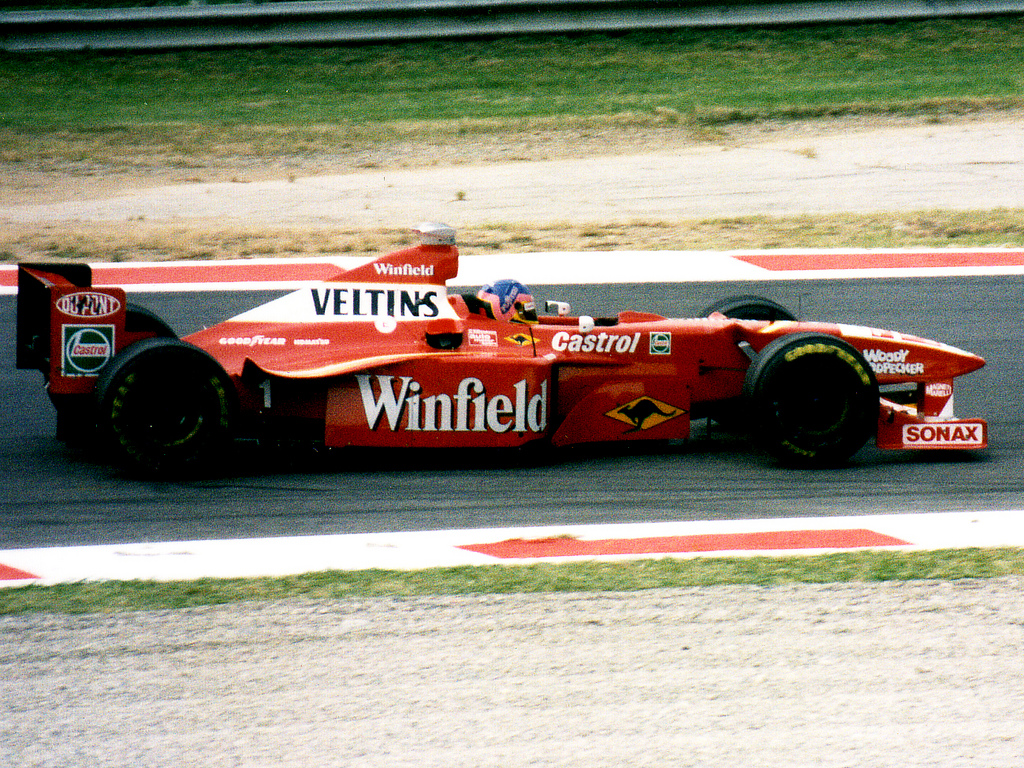
Villeneuve ve voze Williams při Grand Prix Itálie 1998

#### 1996
Villeneuve podepsal kontrakt na dva roky s následnou možnou roční opcí. Hned v prvním závodě, Grand Prix Austrálie, ukázal svůj potenciál, když si vyjel pole position a málem vyhrál závod. Kvůli úniku oleje byl ale nucen zpomalit a nechat se předjet týmovým kolegou, kterým byl Damon Hill. I s poškozeným vozem ale dokázal udržet 2. místo a při svém debutu dojet na stupně vítězů. Podobný kousek se povedl až o 11 let později, kdy ve svém prvním závodě skončil na pódiu Lewis Hamilton.
První vítězství vybojoval Kanaďan na okruhu Nürburgring, když odolal tlaku ze strany Michaela Schumachera ve Ferrari. Poté vyhrál ještě další 3 závody a jeho 4 vítězství v debutové sezóně jsou stále rekordem Formule 1 (společně s ním drží rekord Lewis Hamilton ze sezóny 2007). O titul se bojovalo až do posledního závodu, Grand Prix Japonska. Šanci měli Villeneuve a jeho týmový kolega Damon Hill. Brit měl ale náskok 9 bodů a tak Jacquesovy šance byly spíše už teoretické. Hill závod a titul vyhrál, zatímco Villeneuve musel ve 37. kole odstoupit a musel se spokojit s celkovým 2. místem v poháru jezdců, což je také platný nováčkovský rekord Formule 1 (opět společně s Lewisem Hamiltonem).

#### 1997
Hill z Williamsu před sezónou 1997 odešel a Villeneuve se tak stal týmovou jedničkou. Jako týmový kolega byl angažován Němec Heinz-Harald Frentzen. Villeneuve opět bojoval o titul, tentokrát byl ale jeho soupeřem hlavně Michael Schumacher na Ferrari.
Úvodní závod sezóny vyhrál David Coulthard s vozem McLaren, další 2 závody opanoval Jacques Villeneuve. K tomu v sezóně přidal dalších 5 vítězství, konkrétně ve Španělsku, Velké Británii, Maďarsku, Rakousku a při Grand Prix Lucemburska. Úspěšný byl i v kvalifikacích, kterou vyhrál celkem desetkrát. Michael Schumacher měl před posledním závodem na kontě 5 vítězství.
Na okruhu Suzuka měl startovat Villeneuve z pole position, ale kvůli ignorování žlutých vlajek v sobotním tréninku byl odsunut až na konec startovního roštu. Williams podal protest a trest pro Villeneuvea byl nakonec zrušen. V závodě skončil na 5. místě, ze kterého byl ale diskvalifikován. Před posledním závodem tak Schumacher vedl o jeden bod.
O titulu se rozhodlo v posledním závodě na okruhu Jerez. Villeneuve titul nakonec získal, ale do historie se zapsala kolize mezi ním a Michaelem Schumacherem. Když Villeneuve Němce předjížděl v zatáčce Dry-Sac ve 48. kole, stočil Michael Schumacher svoje Ferrari do Kanaďanova Williamsu a poškodil mu boční část vozu. Villeneuve ale pokračoval v závodě dál a skončil na 3. místě, zatímco Schumacher musel odstoupit a posléze byl dokonce za incident diskvalifikován z celého šampionátu.

#### 1998
Po zisku titulu to šlo s jeho kariérou dolů. I v sezóně 1998 zůstal u Williamsu (a stal se prvním jezdcem od roku 1982, který po zisku titulu zůstal u Williamsu), ale jezdil s podprůměrným motorem Mecachrome, což byl vlastně motor Renault V10 z předchozí sezóny. Týmy Ferrari a McLarenu naopak v oblasti motorů zaznamenaly větší vylepšení. Villeuneuve nedokázal ani jednou zvítězit (podobně jako sezónu předtím mistr světa Hill) a na stupních vítězů dojel jen v Grand Prix Německa a v Grand Prix Maďarska. Celkově skončil v klasifikaci na 5. místě s 21 body. Na mistra světa, kterým se stal Fin Mika Häkkinen s vozem McLaren, ztratil 79 bodů.

### 1999–2003: BAR

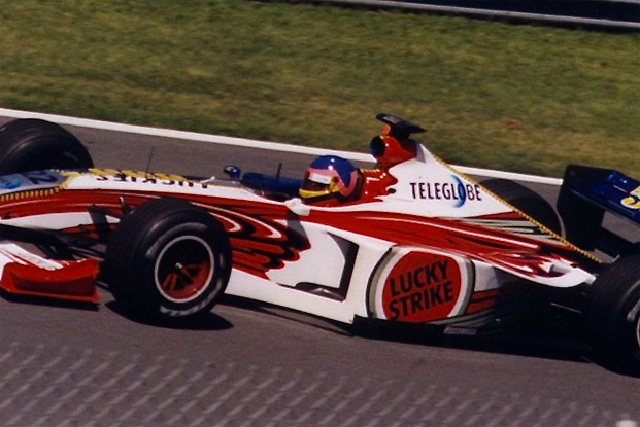
Villeneuve s vozem BAR při Grand Prix Kanady 1999.

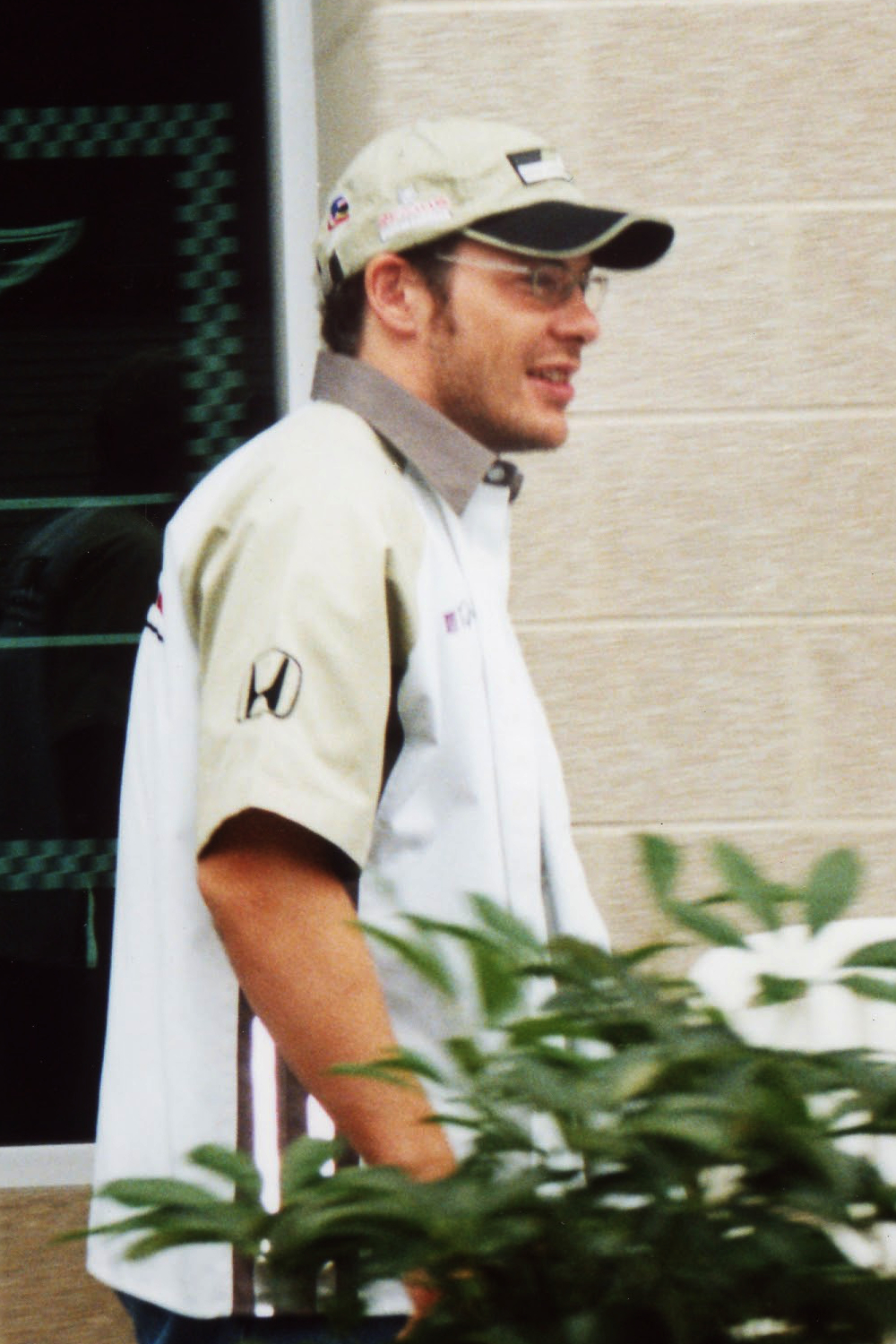
Villeneuve v roce 2002.

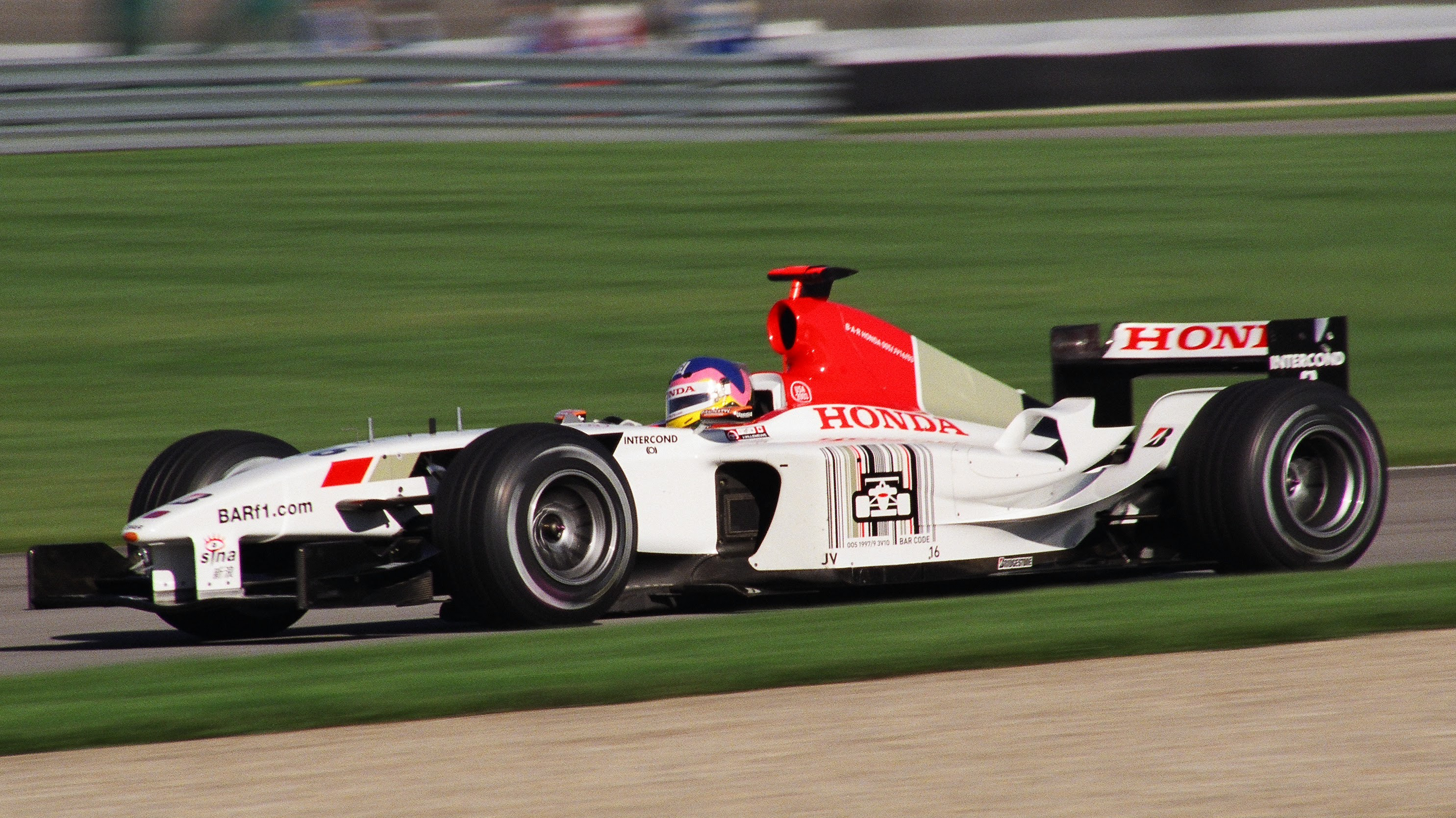
Villeneuve s vozem BAR v Grand Prix USA 2003.

#### 1999
V roce 1999 se Villeneuve připojil k nově vzniklému týmu British American Racing (BAR), který spoluzaložil a vlastnil jeho osobní manažer Craig Pollock, a spolu s ním také Adrian Reynard. Druhým jezdcem se stal Brazilec Ricardo Zonta. Média dávala novému týmu velké naděje, skutečnost ale byla o dost horší. Villeneuve nedojel ani jednou v prvních 11 závodech (což je smutný rekord Formule 1) a nezískal za sezónu ani bod. V některých okamžicích ukazoval BAR slibné tempo, například když Villeneuve jezdil v Barceloně na 3. místě, ale časté technické problémy ničily veškeré šance na úspěch. Villeneuve také havaroval ve velké rychlosti při tréninku na Grand Prix Belgie, naštěstí zůstal nezraněn.

#### 2000
I přes hroznou předchozí sezónu zůstali jak Villeneuve, tak Zonta věrni týmu BAR. Motory Supertec byly nahrazeny motory Honda a nové spojení BAR-Honda se ukázalo jako více konkurenceschopné. Villeneuve dokázal bodovat v 7 závodech a těsně mu uniklo pódium při Grand Prix USA. Zaznamenal celkově 17 bodů a umístil se na 7. místě v poháru jezdců.

#### 2001

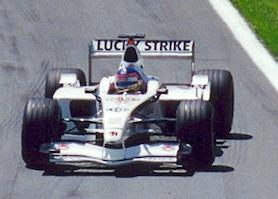
Villeneuve ve voze BAR při Grand Prix Kanady 2001

Zonta BAR opustil a stal se testovacím jezdcem stáje Jordan, nahradil ho zkušený Francouz Olivier Panis. Villeneuve byl aktérem tragické nehody v prvním závodě, kdy zezadu trefil Williams Ralfa Schumachera, letící kolo zasáhlo traťového maršála do hrudníku, a ten zemřel. Villeneuve si připsal v sezóně jen 12 bodů, za to ale stál dvakrát na pódiu, konkrétně při Grand Prix Španělska a Grand Prix Německa. Byla to však poslední pódiová umístění v jeho kariéře.

#### 2002
Pollock byl z postu týmového manažera propuštěn a nahradil ho šéf společnosti Prodrive David Richards. Ten potom propustil i technického ředitele Malcolma Oastlera a 50 dalších zaměstnanců stáje BAR. Poté začal debatovat o Villeneuvově platu 15 milionů liber. Od té doby se Kanaďan cítil v týmu méně spokojeně. Vůz BAR 004 se ukázal jako horší než dva jeho předchůdci. Body přicházely jen sporadicky, tým získal jen 7 bodů (Villeneuve 4, Panis 3).

#### 2003
Do vypršení smlouvy s týmem BAR zbýval Jacquesovi ještě jeden rok. Údajně měl Kanaďan na rok Formuli 1 opustit a strávit sezónu v sérii CART a na sezóny 2004 a 2005 se vrátit k BAR, nakonec se tak ale nestalo a ve Formuli 1 pokračoval i v roce 2003. K týmu se připojil Jenson Button ,který předtím závodil s vozem Renault. Panis dostal nabídku od týmu Toyota, kterou akceptoval. Button se stal druhým stájovým kolegou, který Villeneuvea bodově porazil, když dokázal celkem pravidelně bodovat. Na Kanaďana se snesla kritika, že ho poráží méně zkušený jezdec, a před posledním závodem v Japonsku byl Villeneuve nahrazen bývalým šampionem Britské Formule 3, kterým byl Japonec Takuma Sato.

#### 2004
Pro sezónu 2004 zůstal Villeneuve bez angažmá, prohlásil však, že se hodlá do kokpitu vrátit. Pokračoval v tréninku a ukázal se na Goodwood Festival of Speed, kde řídil bývalý vůz Ferrari svého otce. V září se potom do Formule 1 vrátil, když absolvoval poslední 3 závody v týmu Renault. Dostal příležitost poté, kdy byl z týmu vyhozen Jarno Trulli a týmový šéf Flavio Briatore chtěl dát Kanaďanovi šanci. Villeneuve slíbil, že pomůže Renaultu získat 2. místo v poháru konstruktéru před týmem BAR, nezískal však ani bod. Jacques prohlásil, že nucená pauza ho stála mnoho času, vozy byly rychlejší než v roce 2003 a nestihl se tak adaptovat. Ještě před angažmá v Renaultu podepsal dvouletý kontrakt s týmem Sauber, počínaje rokem 2005.

### 2005–2006: Sauber a BMW

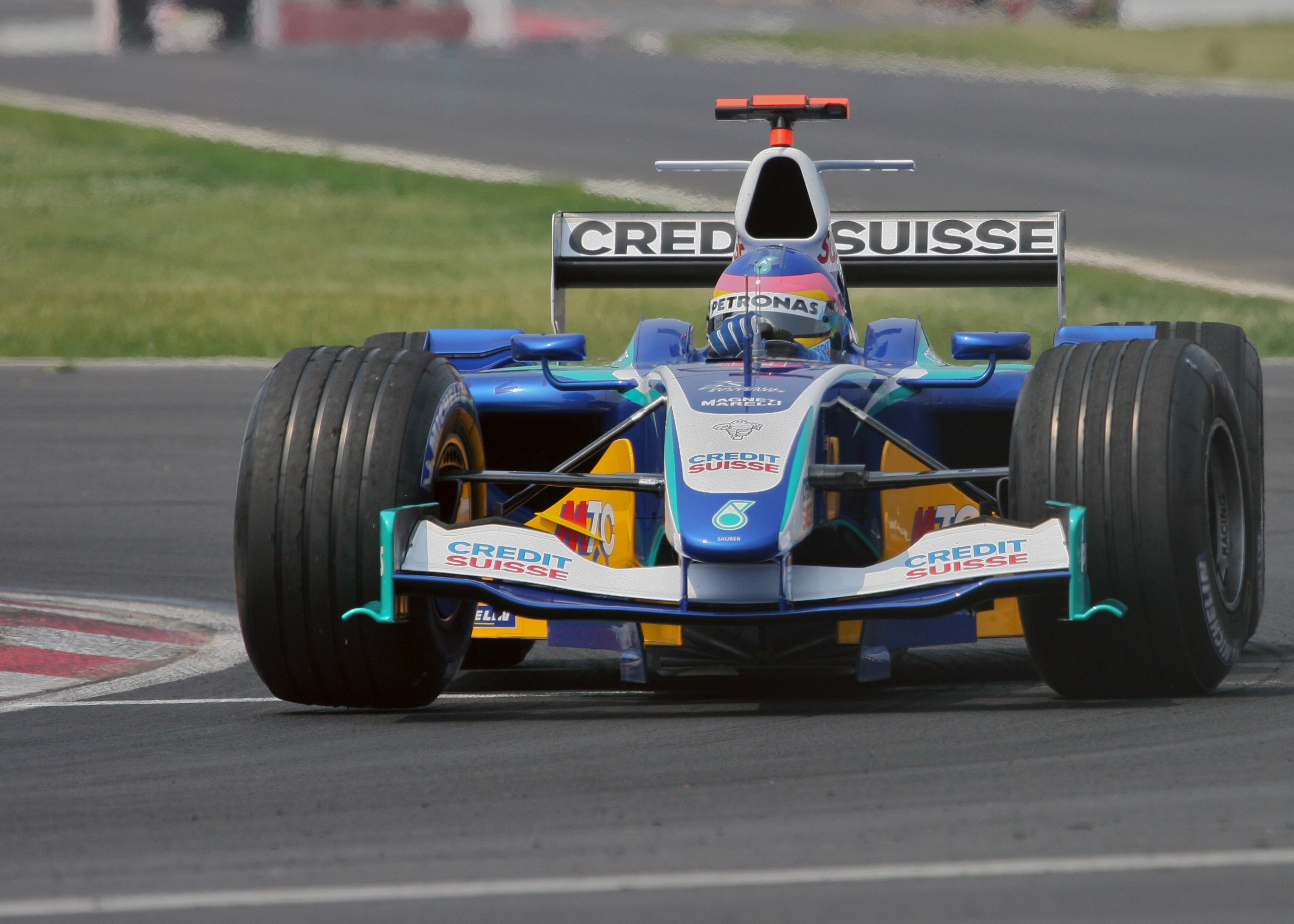
Villeneuve ve voze Sauber v Grand Prix Kanady 2005

#### 2005
Do Grand Prix Austrálie startoval Jacques ze 4. místa, závod mu ale nevyšel a dojel s jedním kolem ztráty na 13. místě. V prvních 3 závodech byl nejpomalejším jezdcem na pneumatikách Michelin a proslýchalo se, že by měl být brzy nahrazen. Fámy se ale ukázaly jako nepravdivé a na okruhu Imola dojel Villeneuve na bodech, když skončil na 4. místě. Pod tlakem médií se opět ocitl poté, když přinutil v Monaku svého týmového kolegu Felipeho Massu vyjet z trati, což znamenalo pro oba vozy Sauber konec v závodě. Ke konci sezóny se Villeneuve zlepšil a vybojoval další body. Přestože ho v celkovém pořadí Massa porazil, byli oba dva jezdci Sauberu na konci sezóny zhruba stejně rychlí. Brazilec poté odešel k týmu Ferrari a stal se týmovým kolegou Michaela Schumachera.

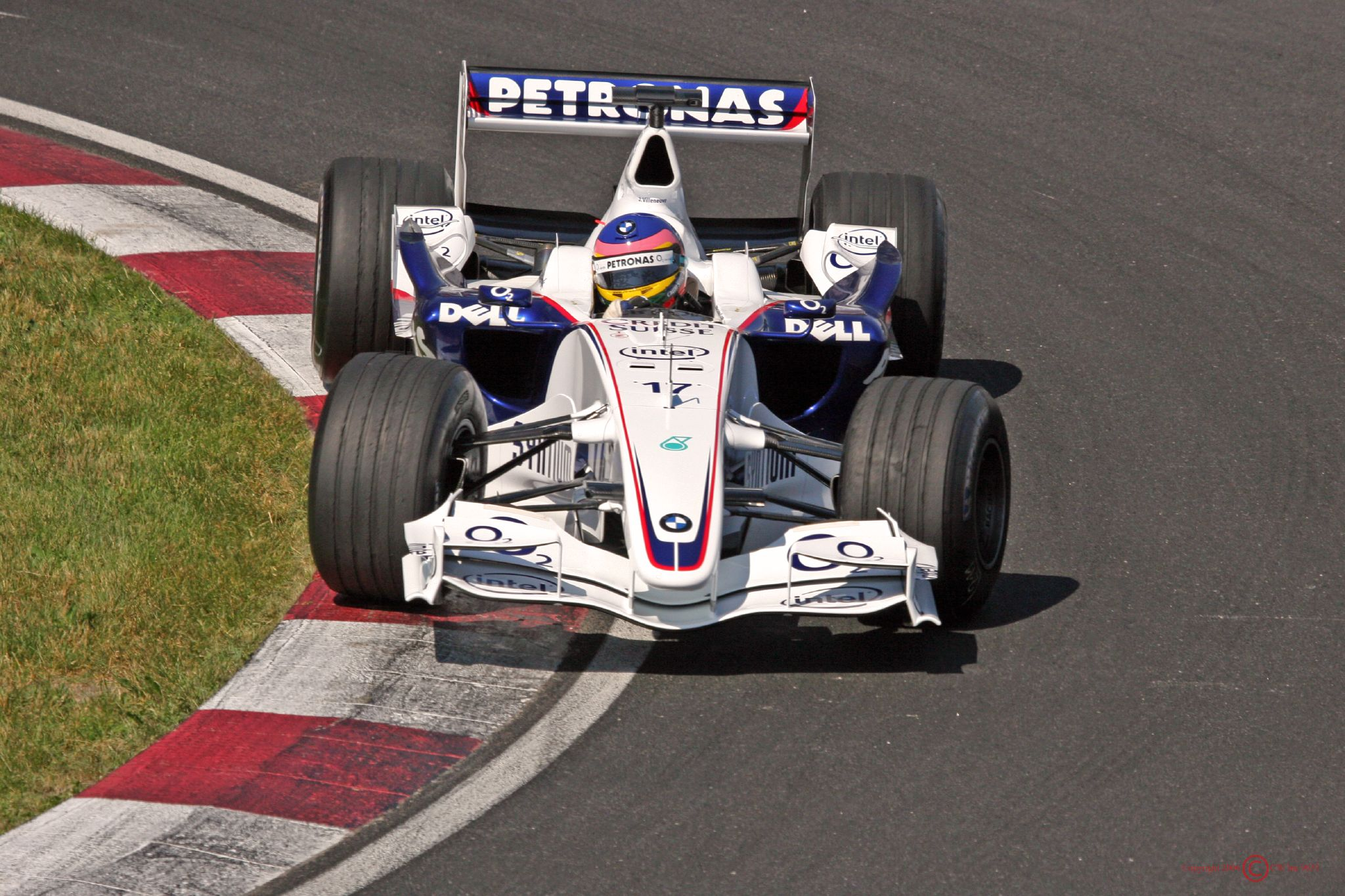
Villeneuve v Grand Prix Kanady 2006

Po dlouhém období nejistoty bylo potvrzeno, že Villeneuve bude v týmu závodit i v další sezóně. Se závodní sedačkou v Sauberu byli spojováni Heikki Kovalainen, v té době jezdec série GP2, a Dan Wheldon, šampion série IndyCar. Sauber se ale rozhodl dodržet kontrakt s Villeneuvem, jelikož zrušení smlouvy by je stálo kolem 2 milionů dolarů, navíc byl Kanaďan oblíbený u sponzorů a také u zaměstnanců týmu.

#### 2006

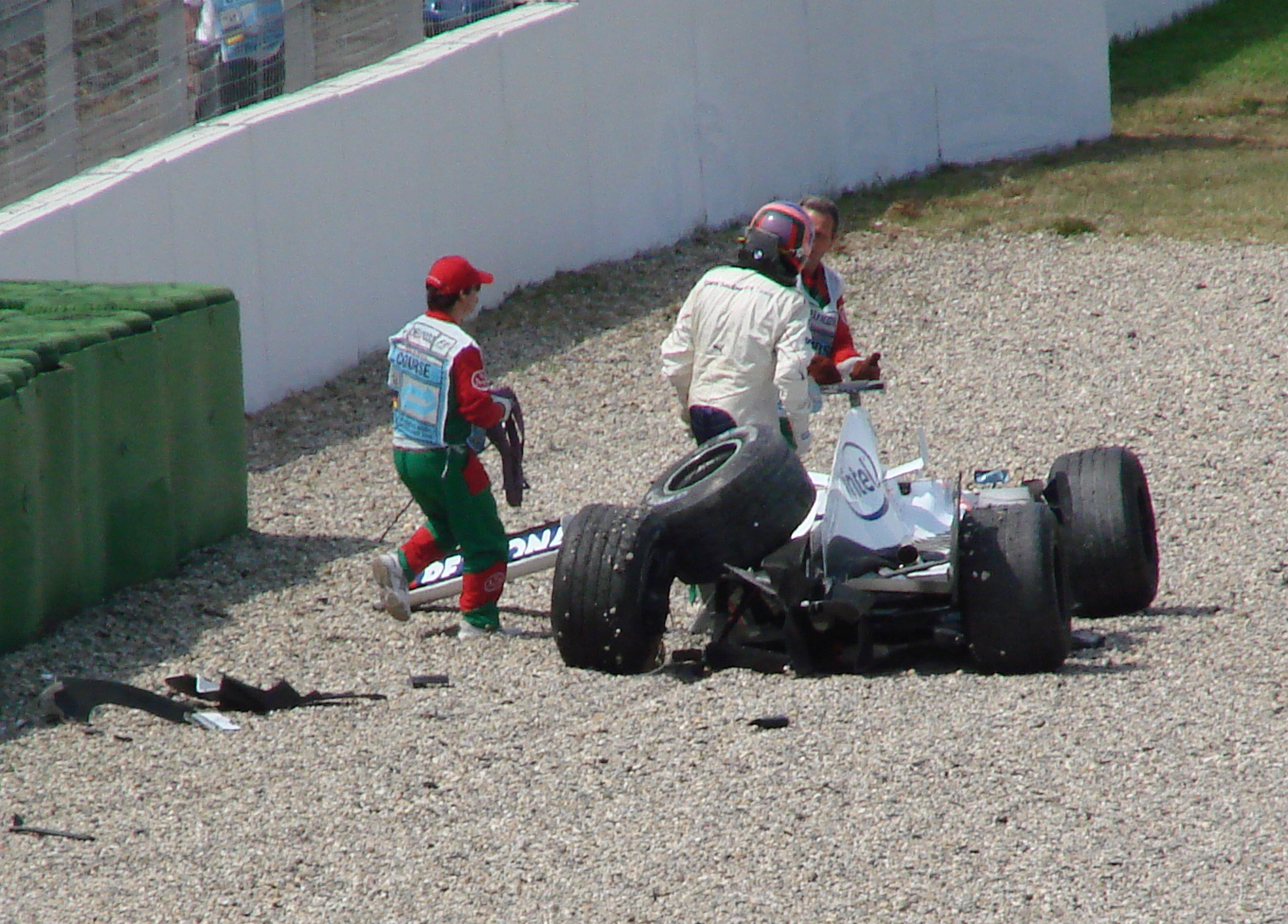
Villeneuve odchází od havaroveného vozu BMW Sauber v Grand Prix Německa 2006, posledním závodě kariéry

V zimní pauze se u týmu Sauber udála řada změn. Švýcarský tým byl koupen automobilkou BMW a přejmenován na BMW Sauber. BMW bylo předtím 6 let ve spojení s týmem Williams, nyní chtěli provozovat vlastní tým. Místo Massy, který odešel do Ferrari, přišel Němec Nick Heidfeld. Villeneuve získal v prvních 12 závodech 7 bodů. Při Grand Prix Německa ale havaroval a utrpěl zranění.
V Grand Prix Maďarska ho nahradil testovací jezdec Robert Kubica a hned dojel v deštivém závodě na bodech, byl však po závodě diskvalifikován kvůli nízké hmotnosti vozu. O několik dní později BMW oznámilo, že se s Villeneuvem rozchází. Jako důvod poté vyšlo najevo, že Villeneuve nechtěl s Kubicou o místo v kokpitu bojovat, jelikož cítil, že své kvality už předtím ukázal. Do Formule 1 se poté už přes svou snahu nedokázal vrátit.

### 2010: Stefan
Villeneuve byl blízko podpisu smlouvy s týmem Stefan GP pro sezónu 2010, FIA ale Stefan GP jako nový tým nepřijala. Jacques prohlásil že se v letech 2010 a 2011 stále ucházel o místo ve Formuli 1, bohužel však neúspěšně.

### 2011: Potenciální vlastník týmu
V polovině července 2010 se v německém tisku objevilo, že Villeneuve dává dohromady svůj vlastní tým a bude se ucházet o vstup do Formule 1 pro rok 2011. Tým se měl jmenovat „Villeneuve Racing“ a údajně splnil kritéria stanovená FIA pro vstup. Villeneuve poté potvrdil, že podal přihlášku a také že se spojil s italským týmem Durango. Projekt však nakonec neuspěl, žádný nový tým do Formule 1 přijat nebyl.

## Le Mans

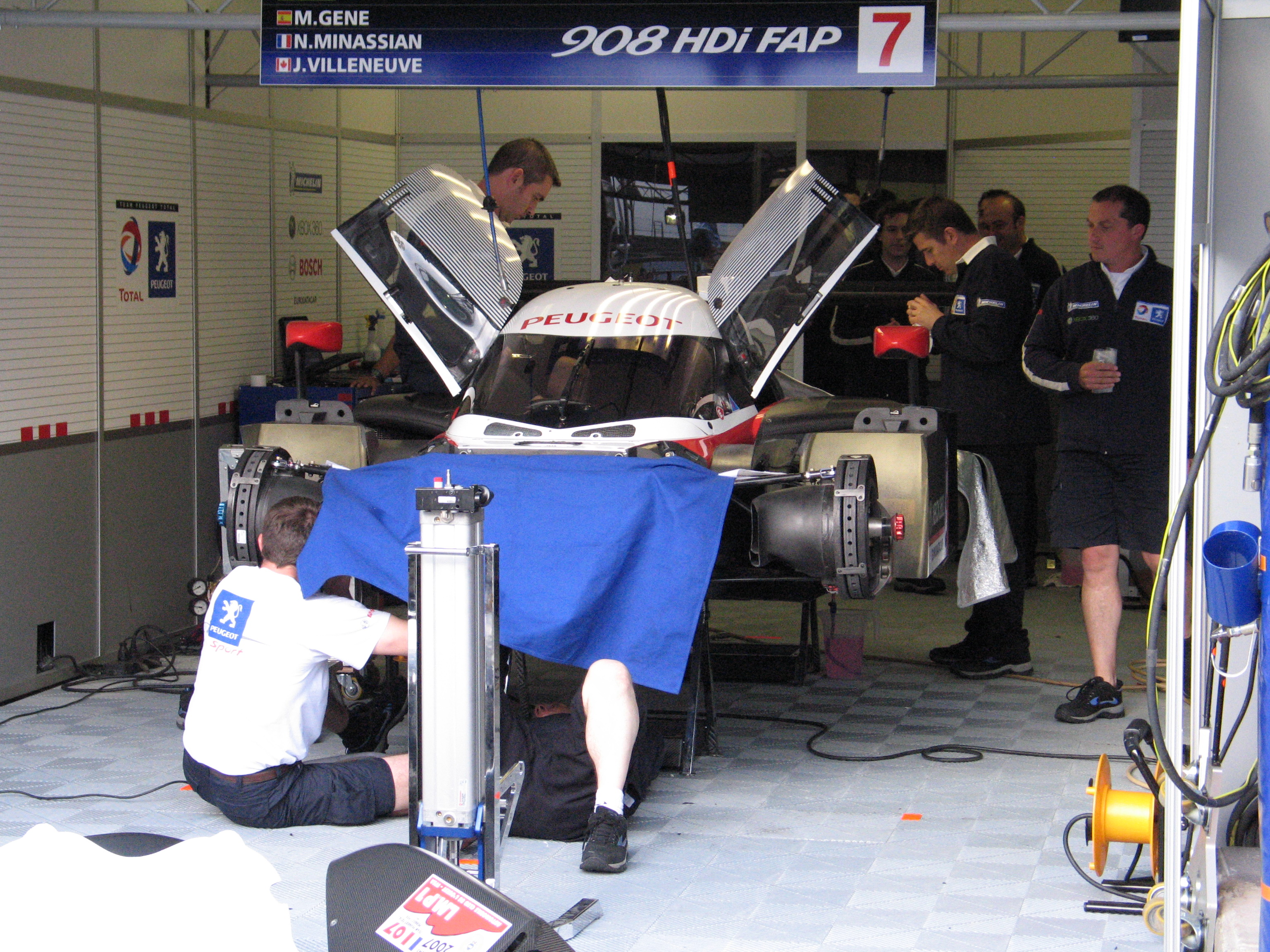
Villeneuvea doplnil bývalý jezdec F1 Marc Gené, a Francouz Nicolas Minassian. Zde vůz Peugeot 908 HDi FAP připravovaný pro závod Le Mans

10. ledna 2007 byl Villeneuve potvrzen jako jeden z devíti jezdců týmu Peugeot pro závod 24h Le Mans 2007. Byla to jeho první jízda ve sportovním autě od roku 1992, kdy spolupracoval s Toyotou. V závodě se o vůz s číslem 7 dělil s Marcem Gené a Nicolasem Minassianem. Villeneuve zajel v kvalifikaci nejlepší čas z těch tří a vyjel vozu 4. místo na startu. Vůz se po velkou část závodu pohyboval na 2. místě, po problému s motorem ale musel do boxů, ze kterých už nakonec nevyjel. Odstoupení přišlo 100 minut před koncem závodu.
V roce 2008 skončil Villeneuve se stejným vozem na 2. místě. Několik hodin dokonce vedli, přišli však o náskok, když začalo pršet. Zvítězil vůz Audi. Villeneuve prohlásil, že bude jezdit tak dlouho, dokud závod nevyhraje. V tom ho podpořil bývalý jezdec Formule 1, Allan McNish. Kdyby Viilleneuve 24h Le Mans vyhrál, stal by se druhým jezdcem po Grahamu Hillovi, který by získal „Triple Crown of Motorsport“, tedy vítězství v 500 mil Indianapolis, titul ve Formuli 1 a vítězství v 24h Le Mans.

## NASCAR

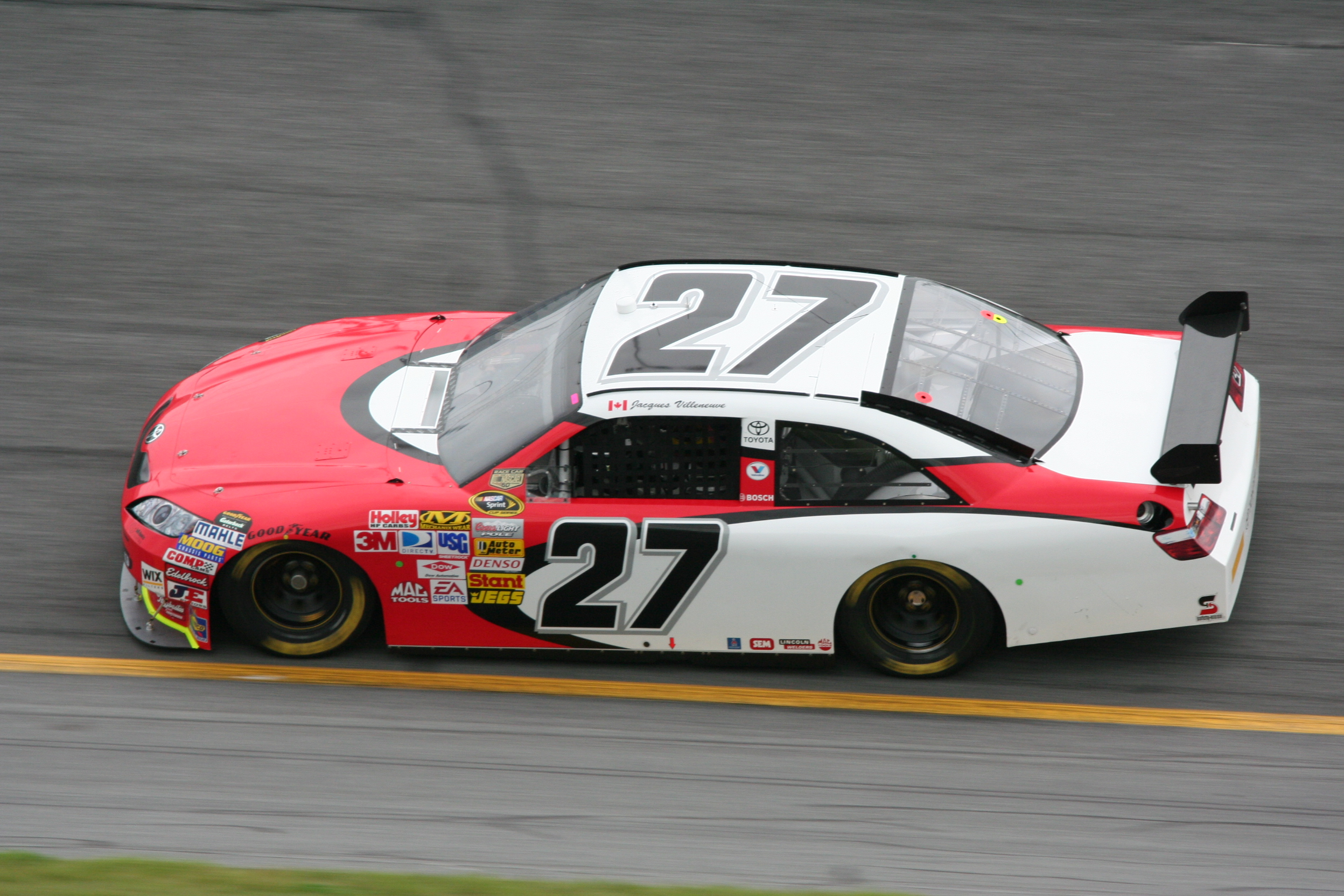
Villeneuve v sérii NASCAR Sprint Cup Series na počátku sezóny 2008

V jednom z dřívějších rozhovorů pro magazín Autosport, uvedl Villeneuvův manažer Craig Pollock, že Kanaďanova kariéra ve Formuli 1 je u konce. 24. srpna 2007 bylo oznámeno, že Villeneuve se zúčastní zbývajících 7 závodů šampionátu Craftsman Truck Series s vozem Toyota Tundra v týmu Bill Davis Racing a v roce 2008 se zúčastní poháru Sprint Cup. V prvním závodě Craftsman Truck Series se kvalifikoval na 7. místě, skončil ale až na 21. pozici. Poté si odbyl debut v poháru NASCAR Nextel na okruhu Talladega Superspeedway v Alabamě. Kvalifikoval se jako šestý, ale kvůli nedostatku zkušeností s vozem musel startovat z konce startovního pole, kde se pohyboval i během závodu. Dojel na 21. místě po mnoha haváriích a technických potížích soupeřů. V roce 2008 se neúspěšně pokoušel kvalifikovat na závod Daytona 500. Po ztrátě sponzorů přišel o své místo u Bill Davis Racing. Poté zkusil závodit pro tým Braun Racing na závodě v Montrealu. Startovalo se za sucha, ale při závodě začalo pršet a jezdci byli poprvé v historii NASCAR nuceni použít mokré pneumatiky. Villeneuve startoval z 5. místa, ale kvůli havárii dojel až na 16. pozici.
V roce 2009 se zúčastnil 2 závodů série Canadian Tires Series. Nejlépe startoval jako pátý a dojel nejlépe na 4. místě na okruhu Circuit de Trois-Rivieres. Také dvakrát startoval v sérii NASCAR Nationwide Series, opět pro Braun Racing, a nejlépe dojel na 4. místě na okruhu pojmenovaném po jeho otci, Circuit Gilles Villeneuve. V závodě opět pršelo a mokré pneumatiky byly použity podruhé. Následně bylo potvrzeno, že bude startovat v roce 2010 v Montrealu a na Road America. Právě na Road America měl slibně rozjetý závod, ale porucha alternátoru v posledním kole ho stála pódium. V roce 2011 převzal na dva závody vůz Penske Racing po Bradu Keselowskim v sérii NASCAR Nationwide Series. Na Road America zaznamenal 3. místo, na okruhu Gilles Villeneuve startoval dokonce z pole position, dojel ale až v hloubi pole na 27. místě.

## Speedcar
Když nesehnal sponzory pro sérii NASCAR Sprint Cup, vstoupil Villeneuve do šampionátu Speedcar Series pro zbytek sezóny 2008. Série se skládá ze závodů na dráze a na ovále, podobně jako NASCAR. Villeneuve prohlásil, že závody Speedcar mu dají více zkušeností se závoděním s těmito auty na dráze, což v budoucnu může uplatnit u NASCAR a také že je to pro něj příležitost setkat se s fanoušky. Závodil celkem čtyřikrát a nejlépe skončil na 6. místě.

## Top Race V6
Po závodění v sériích NASCAR Sprint Cup a Speedcar Series byl Villeneuve pozván na závody Top Race V6, touringových vozů. Pozval jej sám ředitel Alejandro Urtubey a to na hlavní závody sezóny 2008, s názvem La Carrera del Aňo, na okruhu Buenos Aires. Villeneuve jel v týmu Oro Racing a dojel na 16. místě. V roce 2009 byl pozván znovu a to do dvou ze tří hlavních závodů: na Interlagos (kde nedokončil) a opět do Buenos Aires (kde dojel na 13. místě). Na tiskové konferenci Villeneuve prohlásil, že pokud nezíská místo ve Formuli 1 ani NASCAR, bude závodit celou sezónu v Top Race V6.

## Zimní olympijské hry 2010
Jacques Villeneuve byl jedním z Kanaďanů, kteří nesli olympijskou vlajku na olympijský stadion ve Vancouveru při zahajovacím ceremoniálu 21. zimních olympijských her. Nesl také olympijský oheň.

## Helma
Jacques Villeneuve používá žlutou helmu, s modrou horní částí a s růžovými, červenými a zelenými pruhy. Helmu si prý navrhl sám, když si čmáral na kreslícím zařízení. Růžové pruhy tvoří písmeno V na každé straně, což Villeneuve prohlásil že bylo neúmyslné. Říká se také, že barvy na helmě převzal z trička své matky Joann.

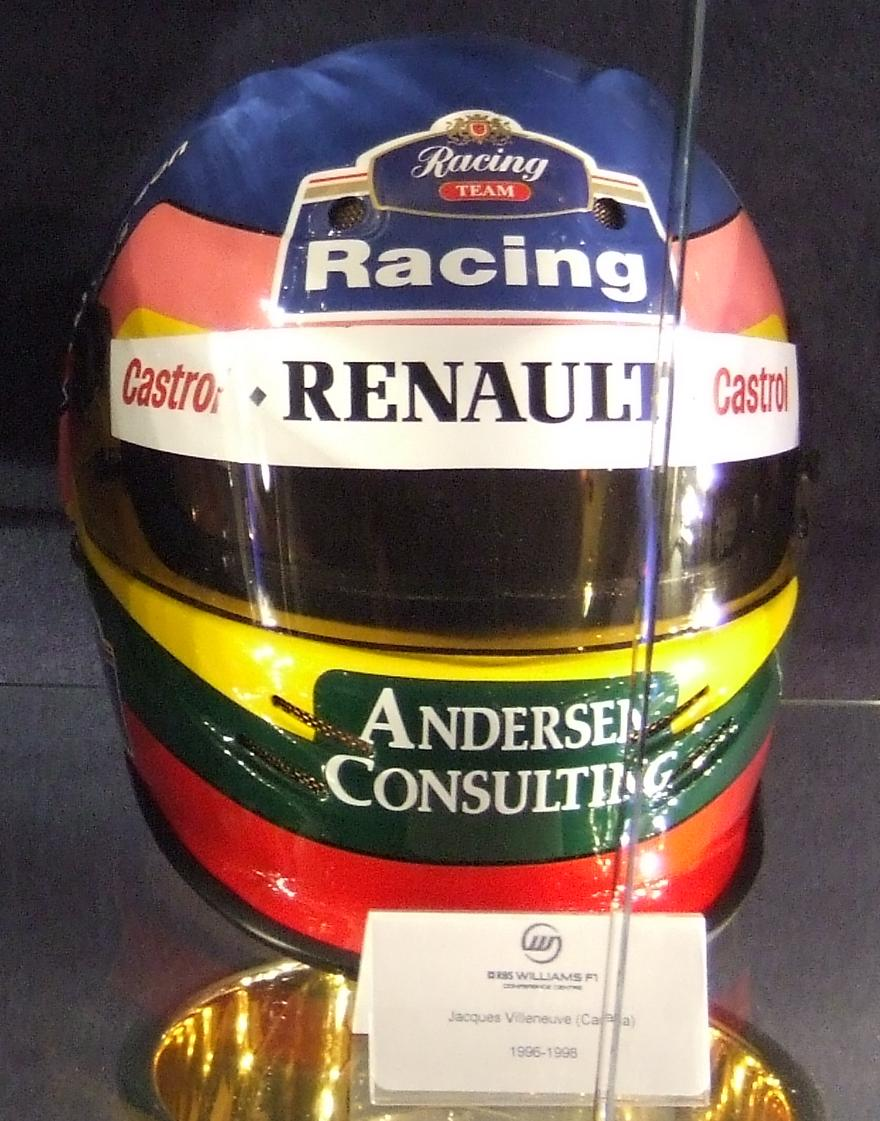
Helma Jacquesa Villeneuvea.

## Hudební kariéra
Kromě závodění se snažil prosadit i v hudbě, jako autor i interpret. Přestože první texty začal psát už za svého pobytu v Japonsku, trvalo až do roku 2006, než vydal první komerční singl s názvem „Accepterais-tu“, francouzskou píseň, ve které znázorňuje svoji tehdejší osobní situaci – žádá svou milovanou, aby si ho vzala. 19. února 2007 vydal své první album s názvem Private Paradise. Album představil ve své kavárně, kde zazpíval 2 písničky hlavně před zraky reportérů. Když se ho ptali co od alba očekává, odpověděl: „Doufám, že album bude mít úspěch, nikdy bych nedělal něco, za co bych měl být kritizován.“ Album však úspěch nemělo, za první měsíc se prodalo jen 233 kopií v provincii Quebec a asi 30 kopií mimo Quebec a Kanadu. Na konci roku to údajně bylo celkem 836 prodaných kusů v Severní Americe.

## Reklamy
Jacques Villeneuve se objevil v několika televizním reklamám pro Hondu, když jezdil za tým BAR. V roce 2006, když závodil za BMW Sauber, se objevil v televizní kampani pro notebook Centrino od společnosti Intel, ve kterých zdůrazňuje výhody jeho používání.
Objevil se také v kanadské reklamě společně s olympijským vítězem Donovanem Baileym, krátce po zisku titulu v roce 1997. Reklama prohlašuje, že Kanada je nejrychlejší národ na světě.
Po zisku titulu mistra světa se ještě objevil v reklamě na Volkswagen, kde řídí auto VW, poté zastaví a do kamery říká, že nemá nic proti Němcům. To vše jako narážka na jeho souboj s Michaelem Schumacherem z Grand Prix Evropy 1997.
Krátce se také objevil v roce 2001 ve filmu od Sylvestera Stallona, Driven, jako závodní jezdec.

## Statistiky ve Formuli 1
| Aktivní roky                     | 1996–2006                 |
| Starty                           | 165                       |
| Vítězství                        | 11                        |
| 2. místa                         | 5                         |
| 3. místa                         | 7                         |
| 4. místa                         | 10                        |
| 5. místa                         | 6                         |
| 6. místa                         | 10                        |
| Průměrné umístění                | 7.04                      |
| Odstoupení                       | 56                        |
| DSQ                              | 1                         |
| DNS                              | 0                         |
| DNQ                              | 0                         |
| Pole position                    | 13                        |
| Průměrné u. v kvalifikaci        | 9.02                      |
| Nejrychlejší kola                | 9                         |
| Průměrné u. za nejrychlejší kolo | 9.41                      |
| Závodů v čele                    | 20                        |
| Kol v čele                       | 633                       |
| Km v čele                        | 2965 km                   |
| Debut                            | Grand Prix Austrálie 1996 |
| První vítězství                  | Grand Prix Evropy 1996    |
| Poslední závod                   | Grand Prix Německa 2006   |
| Body                             | 235                       |

## Kompletní výsledky
| Legenda k tabulce | Legenda k tabulce                                                                       |
| Barva             | Výsledek                                                                                |
| ----------------- | --------------------------------------------------------------------------------------- |
| Zlatá             | Vítěz                                                                                   |
| Stříbrná          | 2. místo                                                                                |
| Bronzová          | 3. místo                                                                                |
| Zelená            | Bodované umístění                                                                       |
| Modrá             | Nebodované umístění                                                                     |
| Modrá             | Dokončil neklasifikován (NC)                                                            |
| Fialová           | Odstoupil (Ret)                                                                         |
| Červená           | Nekvalifikoval se (DNQ)                                                                 |
| Červená           | Nepředkvalifikoval se (DNPQ)                                                            |
| Černá             | Diskvalifikován (DSQ)                                                                   |
| Bílá              | Nestartoval (DNS)                                                                       |
| Bílá              | Závod zrušen (C)                                                                        |
| Světle modrá      | Pouze trénoval (PO)                                                                     |
| Světle modrá      | Páteční testovací jezdec (TD)                                                           |
| Bez barvy         | Netrénoval (DNP)                                                                        |
| Bez barvy         | Vyřazen (EX)                                                                            |
| Bez barvy         | Nepřijel (DNA)                                                                          |
| Bez barvy         | Odvolal účast (WD)                                                                      |
| Bez barvy         | Nezúčastnil se (prázdné)                                                                |
| Označení          | Význam                                                                                  |
| Tučnost           | Pole position                                                                           |
| Kurzíva           | Nejrychlejší kolo                                                                       |
| †                 | Jezdec nedojel do cíle, ale byl klasifikován, protože odjel více než 90 % délky závodu. |
| ‡                 | Byl udělován poloviční počet bodů, protože bylo odjeto méně než 75 % délky závodu.      |
| Horní index       | Umístění bodujících jezdců ve sprintu                                                   |

### Formule 1
| Rok  | Tým                            | Šasi             | Motor          | 1       | 2       | 3       | 4       | 5       | 6       | 7       | 8       | 9       | 10      | 11      | 12      | 13      | 14      | 15      | 16      | 17      | 18     | 19     | Body | Umístění  |
| ---- | ------------------------------ | ---------------- | -------------- | ------- | ------- | ------- | ------- | ------- | ------- | ------- | ------- | ------- | ------- | ------- | ------- | ------- | ------- | ------- | ------- | ------- | ------ | ------ | ---- | --------- |
| 1996 | Rothmans Williams Renault      | Williams FW18    | Renault V10    | AUS 2   | BRA Ret | ARG 2   | EUR 1   | SMR 11† | MON Ret | ESP 3   | CAN 2   | FRA 2   | GBR 1   | GER 3   | HUN 1   | BEL 2   | ITA 7   | POR 1   | JPN Ret |         |        |        | 78   | 2. místo  |
| 1997 | Rothmans Williams Renault      | Williams FW19    | Renault V10    | AUS Ret | BRA 1   | ARG 1   | SMR Ret | MON Ret | ESP 1   | CAN Ret | FRA 4   | GBR 1   | GER Ret | HUN 1   | BEL 5   | ITA 5   | AUT 1   | LUX 1   | JPN DSQ | EUR 3   |        |        | 81   | 1. místo  |
| 1998 | Winfield Williams              | Williams FW20    | Mecachrome V10 | AUS 5   | BRA 7   | ARG Ret | SMR 4   | ESP 6   | MON 5   | CAN 10  | FRA 4   | GBR 7   | AUT 6   | GER 3   | HUN 3   | BEL Ret | ITA Ret | LUX 8   | JPN 6   |         |        |        | 21   | 5. místo  |
| 1999 | British American Racing        | BAR 001          | Supertec V10   | AUS Ret | BRA Ret | SMR Ret | MON Ret | ESP Ret | CAN Ret | FRA Ret | GBR Ret | AUT Ret | GER Ret | HUN Ret | BEL 15  | ITA 8   | EUR 10† | MAL Ret | JPN 9   |         |        |        | 0    | 21. místo |
| 2000 | Lucky Strike Reynard BAR Honda | BAR 002          | Honda V10      | AUS 4   | BRA Ret | SMR 5   | GBR 16† | ESP Ret | EUR Ret | MON 7   | CAN 15† | FRA 4   | AUT 4   | GER 8   | HUN 12  | BEL 7   | ITA Ret | USA 4   | JPN 6   | MAL 5   |        |        | 17   | 7. místo  |
| 2001 | Lucky Strike BAR Honda         | BAR 003          | Honda V10      | AUS Ret | MAL Ret | BRA 7   | SMR Ret | ESP 3   | AUT 8   | MON 4   | CAN Ret | EUR 9   | FRA Ret | GBR 8   | GER 3   | HUN 9   | BEL 8   | ITA 6   | USA Ret | JPN 10  |        |        | 12   | 7. místo  |
| 2002 | Lucky Strike BAR Honda         | BAR 004          | Honda V10      | AUS Ret | MAL 8   | BRA 10† | SMR 7   | ESP 7   | AUT 10† | MON Ret | CAN Ret | EUR 12  | GBR 4   | FRA Ret | GER Ret | HUN Ret | BEL 8   | ITA 9   | USA 6   | JPN Ret |        |        | 4    | 12. místo |
| 2003 | Lucky Strike BAR Honda         | BAR 005          | Honda V10      | AUS 9   | MAL Ret | BRA 6   | SMR Ret | ESP Ret | AUT 12  | MON Ret | CAN Ret | EUR Ret | FRA 9   | GBR 10  | GER 9   | HUN Ret | ITA 6   | USA Ret | JPN     |         |        |        | 6    | 16. místo |
| 2004 | Mild Seven Renault F1 Team     | Renault R24      | Renault V10    | AUS     | MAL     | BHR     | SMR     | ESP     | MON     | EUR     | CAN     | USA     | FRA     | GBR     | GER     | HUN     | BEL     | ITA     | CHN 11  | JPN 10  | BRA 10 |        | 0    | 21. místo |
| 2005 | Sauber Petronas                | Sauber C24       | Petronas V10   | AUS 13  | MAL Ret | BHR 11† | SMR 4   | ESP Ret | MON 11  | EUR 13  | CAN 9   | USA DNS | FRA 8   | GBR 14  | GER 15  | HUN Ret | TUR 11  | ITA 11  | BEL 6   | BRA 12  | JPN 12 | CHN 10 | 9    | 14. místo |
| 2006 | BMW Sauber F1 Team             | BMW Sauber F1.06 | BMW V8         | BHR Ret | MAL 7   | AUS 6   | SMR 12  | EUR 8   | ESP 12  | MON 14  | GBR 8   | CAN Ret | USA Ret | FRA 11  | GER Ret | HUN     | TUR     | ITA     | CHN     | JPN     | BRA    |        | 7    | 15. místo |

### Formule E
| Rok     | Tým                | Auto                      | 1      | 2      | 3       | 4   | 5   | 6   | 7   | 8   | 9   | 10  | Body | Umístění  |
| ------- | ------------------ | ------------------------- | ------ | ------ | ------- | --- | --- | --- | --- | --- | --- | --- | ---- | --------- |
| 2015–16 | Venturi Grand Prix | Spark-Venturi VM200-FE-01 | BEI 14 | PUT 11 | PDE DNS | BNA | MEX | LBH | PAR | BER | LON | LON | 0    | 20. místo |

### Sportovní vozy

#### Le Mans 24h
| Rok  | Třída | Č. | Pneu | Tým                | Vůz                 | Motor                                | Spolujezdci                 | Kola | Pozice | Klas. pozice |
| ---- | ----- | -- | ---- | ------------------ | ------------------- | ------------------------------------ | --------------------------- | ---- | ------ | ------------ |
| 2007 | LMP1  | 7  | M    | Team Peugeot Total | Peugeot 908 HDi FAP | Peugeot HDI 5.5 L Turbo V12 (Diesel) | Nicolas Minassian Marc Gené | 338  | 30 DNF | 10 DNF       |
| 2008 | LMP1  | 7  | M    | Team Peugeot Total | Peugeot 908 HDi FAP | Peugeot HDI 5.5 L Turbo V12 (Diesel) | Nicolas Minassian Marc Gené | 381  | 2      | 2            |

#### Le Mans Series
| Rok  | Tým                | Třída | Šasi                | Motor                                | Pneu | 1   | 2   | 3               | 4   | 5   | Umístění | Body |
| ---- | ------------------ | ----- | ------------------- | ------------------------------------ | ---- | --- | --- | --------------- | --- | --- | -------- | ---- |
| 2008 | Team Peugeot Total | LMP1  | Peugeot 908 HDi FAP | Peugeot HDI 5.5 L Turbo V12 (Diesel) | M    | CAT | MON | SPA ovr:1 cls:1 | NÜR | SIL | 9. místo | 10   |

### NASCAR

#### NASCAR Sprint Cup
| Rok  | Tým               | Výrobce | 1       | 2   | 3   | 4   | 5   | 6   | 7   | 8   | 9   | 10  | 11  | 12  | 13  | 14  | 15  | 16  | 17  | 18  | 19  | 20     | 21  | 22  | 23  | 24  | 25  | 26  | 27  | 28  | 29  | 30     | 31  | 32  | 33  | 34  | 35     | 36  | Umístění  | Body |
| ---- | ----------------- | ------- | ------- | --- | --- | --- | --- | --- | --- | --- | --- | --- | --- | --- | --- | --- | --- | --- | --- | --- | --- | ------ | --- | --- | --- | --- | --- | --- | --- | --- | --- | ------ | --- | --- | --- | --- | ------ | --- | --------- | ---- |
| 2007 | Bill Davis Racing | Toyota  | DAY     | CAL | LSV | ATL | BRI | MAR | TEX | PHO | TAL | RIC | DAR | LOW | DOV | POC | MIC | INF | NHA | DY2 | CHI | IND    | PO2 | GLN | MI2 | BR2 | CA2 | RI2 | NH2 | DV2 | KAN | TL2 21 | LW2 | MR2 | AT2 | TX2 | PH2 41 | HOM | 60. místo | 140  |
| 2008 | Bill Davis Racing | Toyota  | DAY DNQ | CAL | LSV | ATL | BRI | MAR | TEX | PHO | TAL | RIC | DAR | LOW | DOV | POC | MIC | INF | NHA | DY2 | CHI | IND    | PO2 | GLN | MI2 | BR2 | CA2 | RI2 | NH2 | DV2 | KAN | TL2    | LW2 | MR2 | AT2 | TX2 | PH2    | HOM | NC        | 0    |
| 2010 | Braun Racing      | Toyota  | DAY     | CAL | LSV | ATL | BRI | MAR | PHO | TEX | TAL | RIC | DAR | DOV | CHA | POC | MIC | INF | NHA | DY2 | CHI | IND 29 | PO2 | GLN | MI2 | BR2 | AT2 | RI2 | NH2 | DV2 | KAN | CAL2   | CH2 | MR2 | TL2 | TX2 | PH2    | HOM | 69. místo | 76   |

#### NASCAR Nationwide Series
| Rok  | Tým           | Výrobce | 1   | 2   | 3   | 4   | 5   | 6   | 7   | 8   | 9   | 10  | 11  | 12  | 13  | 14  | 15     | 16    | 17  | 18  | 19  | 20  | 21  | 22    | 23     | 24      | 25    | 26  | 27  | 28  | 29  | 30  | 31  | 32  | 33  | 34  | 35  | Umístění   | Body |
| ---- | ------------- | ------- | --- | --- | --- | --- | --- | --- | --- | --- | --- | --- | --- | --- | --- | --- | ------ | ----- | --- | --- | --- | --- | --- | ----- | ------ | ------- | ----- | --- | --- | --- | --- | --- | --- | --- | --- | --- | --- | ---------- | ---- |
| 2008 | Braun Racing  | Toyota  | DAY | CAL | LVS | ATL | BRI | NSH | TXS | PHO | MEX | TAL | RIC | DAR | CHA | DOV | NS2    | KTY   | MIL | NHA | DY2 | CHI | GAT | ORP   | MON 16 | GLN     | MIC   | BR2 | FO2 | RI2 | DV2 | KAN | CA2 | MEM | TX2 | PH2 | HOM | 111. místo | 120  |
| 2009 | Braun Racing  | Toyota  | DAY | CAL | LVS | BRI | TXS | NSH | PHO | TAL | RIC | DAR | CHA | DOV | NS2 | KTY | MIL    | NHA   | DY2 | CHI | GAT | ORP | IOW | GLN   | MIC    | BR2     | MON 4 | ATL | RI2 | DV2 | KAN | FO2 | CA2 | MEM | TX2 | PH2 | HOM | 107. místo | 165  |
| 2010 | Braun Racing  | Toyota  | DAY | CAL | LVS | BRI | NSH | PHO | TXS | TAL | RIC | DAR | DOV | CHA | NS2 | KTY | ROA 25 | NHA   | DY2 | CHI | GAT | ORP | IOW | GLN 8 | MIC    | BR2     | MON 3 | ATL | RI2 | DV2 | KAN | FO2 | CA2 | GA2 | TX2 | PH2 | HOM | 77. místo  | 405  |
| 2011 | Penske Racing | Dodge   | DAY | PHO | LVS | BRI | CAL | TXS | TAL | NSH | RIC | DAR | DOV | IOW | CHA | CHI | MIC    | ROA 3 | DY2 | KTY | NHA | NS2 | LOR | IO2   | GLN    | MON 27* | BR2   | ATL | RI2 | CH2 | DV2 | KAN | CA2 | TX2 | PH2 | HOM |     | 52. místo  | 61   |

### Speedcar Series
| Rok     | Tým           | 1     | 2        | 3         | 4      | 5        | 6         | 7       | 8         | 9     | Umístění  | Body |
| ------- | ------------- | ----- | -------- | --------- | ------ | -------- | --------- | ------- | --------- | ----- | --------- | ---- |
| 2008    | Speedcar Team | SEN 1 | SEN 2    | SEP 1     | SEP 2  | BHR 1 6  | BHR 2 Ret | DUB 1 9 | DUB 2 Ret |       | 14. místo | 3    |
| 2008–09 | Durango       | DUB 6 | BHR 1 10 | BHR 2 Ret | LOS1 5 | LOS2 Ret | DUB 1     | DUB 2   | BHR 1     | BHR 2 | 11. místo | 7    |

### Touring Cars

#### Complete V8 Supercar results
| Rok  | Tým             | Vůz                 | 1      | 2      | 3      | 4      | 5      | 6      | 7      | 8      | 9      | 10      | 11      | 12      | 13      | 14          | 15         | 16      | 17      | 18      | 19      | 20         | 21        | 22      | 23      | 24      | 25      | 26      | 27      | 28      | 29      | 30      | Umístění   | Body |
| ---- | --------------- | ------------------- | ------ | ------ | ------ | ------ | ------ | ------ | ------ | ------ | ------ | ------- | ------- | ------- | ------- | ----------- | ---------- | ------- | ------- | ------- | ------- | ---------- | --------- | ------- | ------- | ------- | ------- | ------- | ------- | ------- | ------- | ------- | ---------- | ---- |
| 2010 | Rod Nash Racing | Ford FG Falcon      | YMC R1 | YMC R2 | BHR R3 | BHR R4 | ADE R5 | ADE R6 | HAM R7 | HAM R8 | QLD R9 | QLD R10 | WIN R11 | WIN R12 | HDV R13 | HDV R14     | TOW R15    | TOW R16 | PHI Q   | PHI R17 | BAT R18 | SUR R19 22 | SUR R20 5 | SYM R21 | SYM R22 | SAN R23 | SAN R24 | SYD R25 | SYD R26 |         |         |         | NC         | 0 †  |
| 2012 | Kelly Racing    | Holden Commodore VE | ADE R1 | ADE R2 | SYM R3 | SYM R4 | HAM R5 | HAM R6 | PER R7 | PER R8 | PER R9 | PHI R10 | PHI R11 | HDV R12 | HDV R13 | TOW R14 Ret | TOW R15 24 | QLD R16 | QLD R17 | SMP R18 | SMP R19 | SAN Q      | SAN R20   | BAT R21 | SUR R22 | SUR R23 | YMC R24 | YMC R25 | WIN R26 | WIN R27 | SYD R28 | SYD R29 | 30. místo≠ | 33 ≠ |

≠ Sezóna v průběhu

† Nemohl bodovat